# آبشار لویس رود غربی
آبشار لویس رود غربی (به انگلیسی: Lewis Road West Falls) آبشاری است که در همیلتون (انتاریو)، کانادا واقع شده و ارتفاع کلی ریزشگاه آن ۹ متر (۳۰ فوت) است.